# Stand Your Ground
Stand Your Ground  è il secondo album del gruppo alternative rock Inglese dei Little Barrie, pubblicato il 4 ottobre 2006 dalla Genuine Records in Giappone e il 29 gennaio 2007 nel Regno Unito e negli Stati Uniti d'America.

| Recensione | Giudizio |
| ---------- | -------- |
| Allmusic   | [ 1 ]    |
| Ondarock   | [ 2 ]    |

## Tracce
Testi e musiche di Little Barrie.
1. Bailing Out – 2:19
2. Love You – 3:05
3. Pin That Badge – 3:26
4. Yeah We Know You – 3:47
5. Green Eyed Fool – 3:34
6. Pretty Pictures – 2:43
7. Cash In – 5:04
8. Just Wanna Play – 4:18
9. Why Don't You Do It – 3:05
10. Pay To Join – 4:36
11. Girls and shoes (traccia fantasma che parte a 4'59'' di Pay to Join) – 2:04
12. If I Don't Have To Answer (traccia bonus presente solo nell'edizione giapponese) – 3:01